# Lula da Fonte
Luiz Eduardo de Queiroz Campos da Fonte Albuquerque (Recife, 8 de dezembro de 2000) é um político brasileiro, filiado ao Progressistas (PP), atualmente Deputado Federal por Pernambuco.

## Biografia
Luiz começou sua carreira política em 2018. Em 2022 se tornou candidato à deputado federal, aonde atingiu o total de 94.122 votos.
Luiz é filho do deputado federal Eduardo da Fonte, também filiado ao PP.